# Agustín Ross
Agustín Ross Edwards (La Serena, Xile, 5 de febrer de 1844 - Viña del Mar, 20 d'octubre de 1926) fou un polític, diplomàtic i banquer xilè. Era fill de David Ross i Carmen Edwards. Estava casat amb Susana Ferari.

## Biografia
Ross estudià a l'escola Negre Carles i Simon Kerr de La Serena. Més tard es va traslladar a Escòcia, on va estudiar a la Institució Queen Streat entre 1856 i 1860. Va participar en els afers comercials del banc de la família Edwards. Va esdevenir agent privat a Londres de la Junta de Govern d'Iquique el 1891, així com ministre plenipotenciari a Gran Bretanya el febrer de 1892.
Al voltant del 1890 va anar a Ross, on comprar algunes zones de la ciutat. A San Fernando, en setembre de 1885, va comprar la propietat de Francisco Torrealba, un terreny a la platja de Pichilemu. Per a començar, va construir l'Hotel Ross amb un estil de disseny europeu assignant l'Evaristo Merino com al seu administrador mentre que ell va començar la promoció de Pichilemu en ciutats com Santiago de Xile. Més tard va construir el Casino Ross i el Parc Ross.
Ross va ser militant del Partit Nacional de Xile i senador de la província de Coquimbo entre 1897 i 1903.
Va morir el 26 d'octubre de 1926 a Viña del Mar. Va deixar com a herència a la Municipalitat de Pichilemu els seus boscos, terrasses i el Parc Agustín Ross entre d'altres, amb la condició que havien de ser atesos dignament.